# Малезанов, Георгий
Георгий Малезанов (болг. Георги Малезанов; род. 15 июня 1927) — болгарский боксёр, представитель полулёгкой весовой категории. Выступал за сборную Болгарии по боксу на всём протяжении 1950-х годов, призёр многих международных турниров и матчевых встреч, участник чемпионата Европы в Варшаве и летних Олимпийских игр в Хельсинки.

## Биография
Георгий Малезанов родился 15 июня 1927 года.
Впервые заявил о себе на международной арене в сезоне 1949 года, когда вошёл в состав болгарской национальной сборной и принял участие в матчевой встрече со сборной Чехословакии.
В 1950 году участвовал в матчевой встрече со сборной Румынии в Бухаресте, стал здесь единственным болгарским боксёром, кому удалось одолеть своего румынского соперника.
В 1951 году одержал победу в полулёгкой весовой категории на домашнем международном турнире «Странджа» в Софии.
Благодаря череде удачных выступлений удостоился права защищать честь страны на летних Олимпийских играх 1952 года в Хельсинки — в первом же поединке категории до 57 кг со счётом 1:2 потерпел поражение от венгра Яноша Эрдеи и сразу же выбыл из борьбы за медали.
После хельсинкской Олимпиады Малезанов остался в составе боксёрской команды Болгарии и продолжил принимать участие в крупнейших международных турнирах. Так, в 1953 году он побывал на чемпионате Европы в Варшаве, где на стадии четвертьфиналов был остановлен югославом Стеваном Редли.
В 1954 году в рамках матчевой встречи со сборной Советского Союза одолел по очкам советского боксёра Игоря Иванова.
Выступал на боксёрском турнире V Всемирного фестиваля молодёжи и студентов в Варшаве.
В 1959 году в матчевой встрече со сборной СССР уступил по очкам советскому боксёру С. Кийко.